# Voyeur
Voyeur er en dokumentarfilm fra 1998 instrueret af Bent Staalhøj efter eget manuskript.

## Handling
En voyeurs undersøgelse af ekshibitionisme. En dokumentarfilm om vores trang til at kigge og udstille. Fra det passive TV-kiggeri på vold og porno til det opsøgende kiggeri på f.eks. nøgne mennesker. En dybdeborende film til sanserne, en film der beskæftiger sig med det ekshibitionisterne har at vise frem - udendørs - indendørs - om dagen - om natten - lige meget hvor, bare der er tilskuere - voyeurer - tilstede.